# Einsatzmedaille Fluthilfe 2002
Die Einsatzmedaille Fluthilfe 2002 wurde am 20. September 2002 durch gemeinsamen Erlass des damaligen Bundesministers des Innern Otto Schily und des damaligen Bundesministers der Verteidigung Peter Struck als staatliche Auszeichnung gestiftet.

## Stiftungszweck
Die Einsatzmedaille Fluthilfe 2002 wurde als Dank und in Anerkennung für besonders aufopferungsvolle Hilfe bei der Abwehr von Gefahren und der Beseitigung von Schäden anlässlich der Elbehochwasser im August 2002 verliehen. Sie konnte sowohl an haupt- und ehrenamtliche Einsatzkräfte des Technischen Hilfswerkes, Angehörige des Bundesgrenzschutzes und der Bundeswehr sowie für Dritte aufgrund ihrer besonderen Verdienste in der Zusammenarbeit mit dem THW, dem Bundesgrenzschutz und der Bundeswehr verliehen werden.

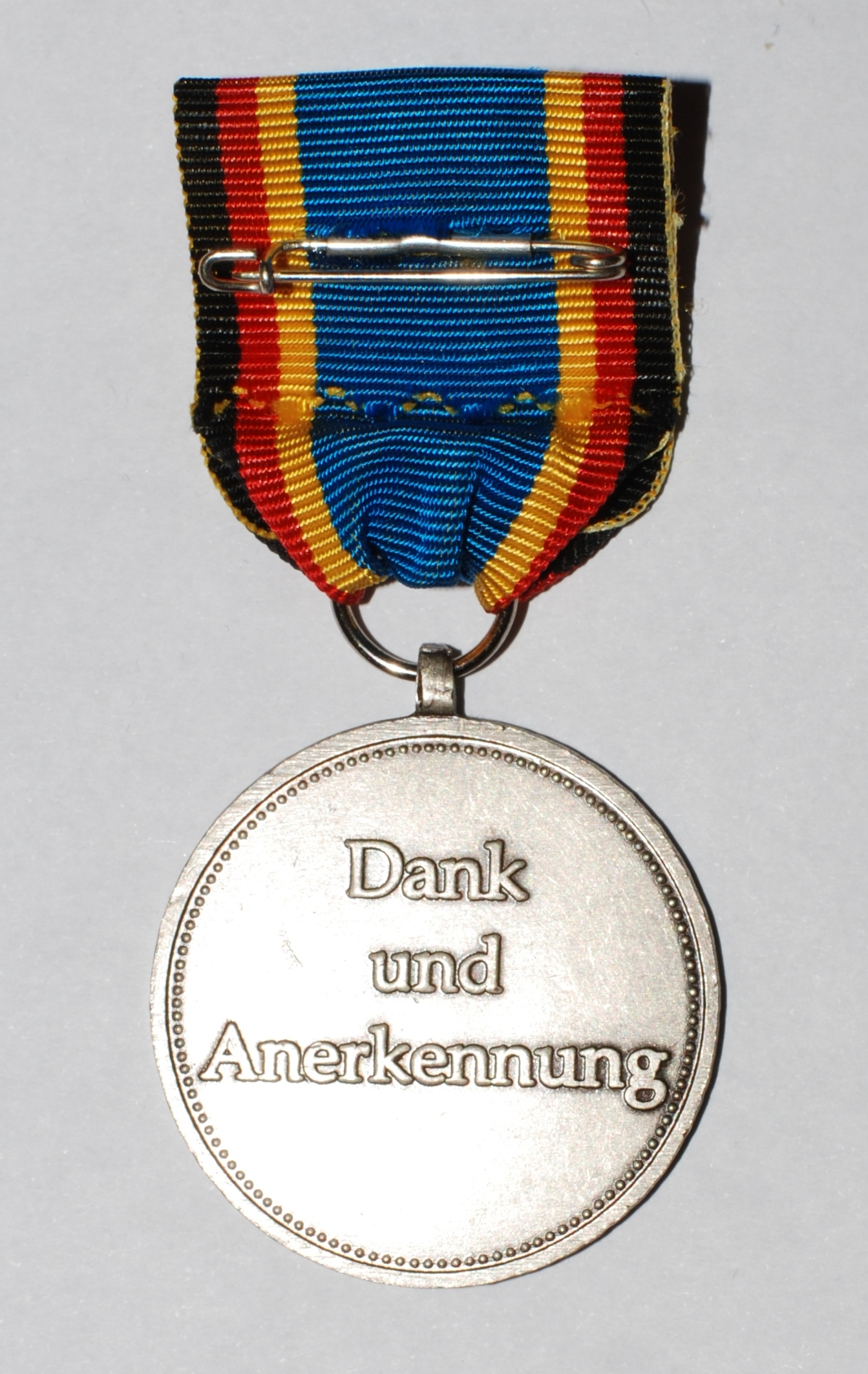
Rückseite der Einsatzmedaille
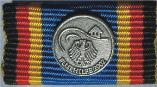
Bandschnalle zur Einsatzmedaille
Darstellung der Vorderseite der Fluthilfe-Medaille 2002 im Bundesgesetzblatt
Darstellung der Rückseite der Fluthilfe-Medaille 2002 im Bundesgesetzblatt
Muster der Verleihungsurkunde aus dem Bundesgesetzblatt
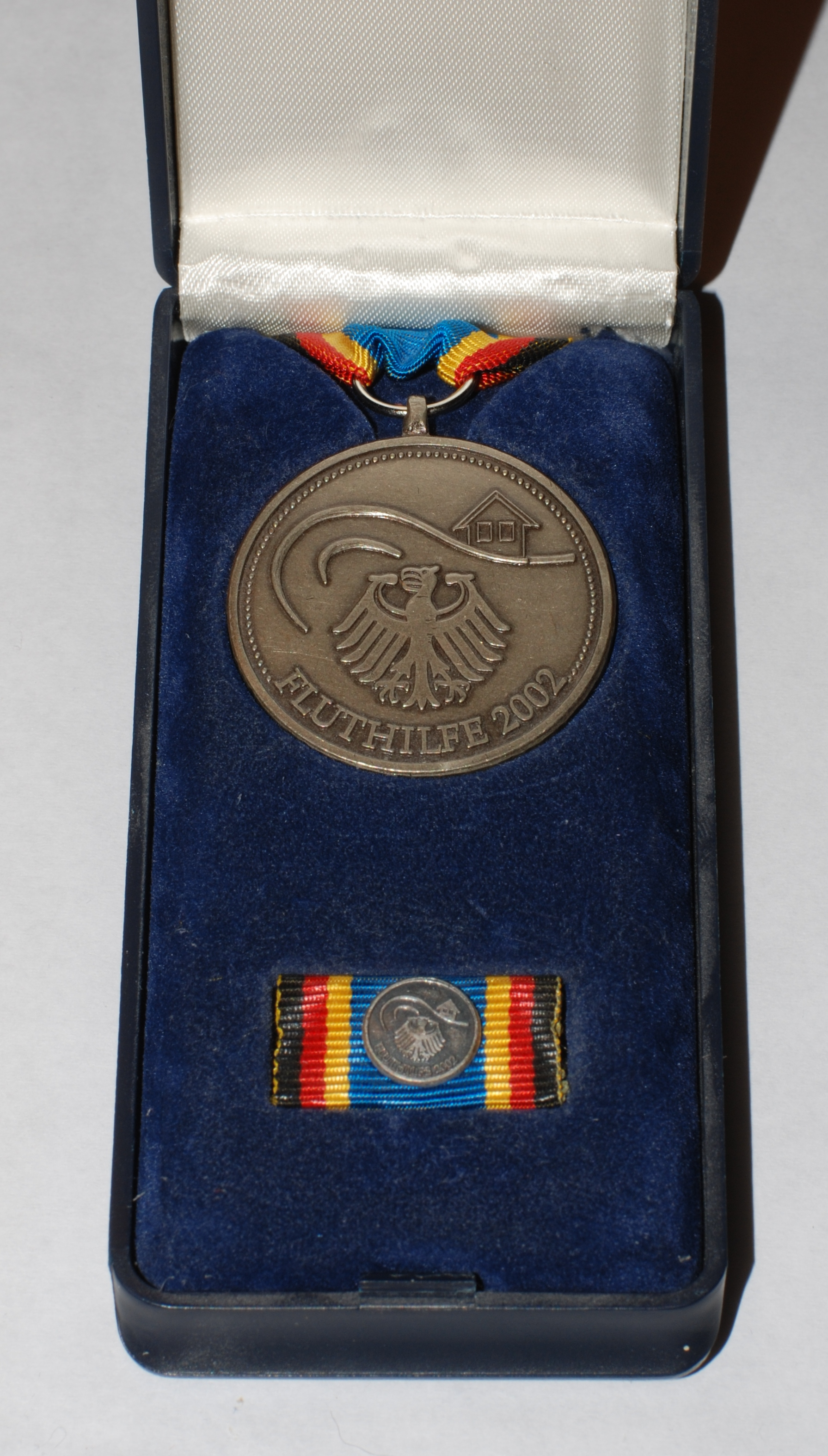
Dazugehörige Schatulle

## Gestaltung der Medaille und Trageweise
Das Ehrenzeichen hat die Form einer runden, silberfarbenen Medaille. Sie zeigt auf ihrer Vorderseite den Bundesadler in erhabener Prägung. Darüber ist eine stilisierte Flutwelle und ein halb versunkenes Haus dargestellt. Die umlaufende Nagellinie wird im unteren Teil der Medaille durch das Wort: FLUTHILFE 2002 unterbrochen. Die Rückseite der Medaille zeigt mittig den erhabenen Schriftzug: Dank und Anerkennung. Der blaue Mittelteil des Medaillenbandes ist beidseitig von den Bundesfarben schwarz-rot-gold eingefasst. Die Medaille als Bandsteg trägt die Farben des Medaillenbandes und zeigt mittig die verkleinert aufgesetzte Miniaturvorderseite. Getragen wird die Medaille als Bandorden oder Rosette an der linken oberen Brustseite. Die Rosette ist dabei in den Farben des Medaillenbandes gehalten.

## Verleihungspraxis

### Verleihungsberechtigung
Die Verleihung des Ehrenzeichens obliegt:
- 1) dem Bundesminister des Innern: an haupt- und ehrenamtliche Einsatzkräfte des Technischen Hilfswerkes und an Angehörige des Bundesgrenzschutzes sowie an Dritte, die mit dem THW und dem Bundesgrenzschutz zusammengearbeitet haben.

- 2) dem Bundesminister der Verteidigung: an Angehörige der Bundeswehr, an Angehörige ausländischer Streitkräfte sowie an Dritte, die mit der Bundeswehr und den ausländischen Streitkräften zusammengearbeitet haben.[4]

### Verleihungsvoraussetzungen
Das Ehrenzeichen wird für mindestens einen ganztägigen Einsatz vor Ort beginnend mit dem 8. August 2002 im Hochwasser- und Flutkatastrophengebiet an Donau und Elbe sowie ihren Nebenflüssen verliehen. In begründeten Ausnahmefällen sind aber Abweichungen zulässig.

### Vorschlageberechtigung
Die Vorschlageberechtigung obliegt:
- a) für Angehörige des Bundesgrenzschutzes: dem Präsidenten der Bundesgrenzschutzpräsidien,
- b) für haupt- und ehrenamtliche Einsatzkräfte des THW: die Landesbeauftragten der Bundesanstalt Technisches Hilfswerk über dessen Präsidenten
- c) für Dritte: werden untereinander zwischen den genannten Stellen Buchstabe a) und b) abgestimmt.
- d) für Angehörige der Bundeswehr: der nächste Disziplinarvorgesetzte,
- e) für zivile Angehörige der Bundeswehr: ein vergleichbarer Vorgesetzter wie unter Buchstabe d)

Anregungen auf Verleihung des Ehrenzeichens an Angehörige ausländischer Streitkräfte sowie an Dritte sind auf dem Dienstweg dem Bundesministerium der Verteidigung vorzulegen. Im Übrigen sind die Vorschlageberechtigten verpflichtet, die Erfüllung der Verleihungsvoraussetzungen selbst zu prüfen, wobei in Zweifelsfällen großzügig verfahren werden kann.

### Verfahren
Die Verleihungsvorschläge sind sodann vom Bundesministerium des Innern oder dem Bundesministerium der Verteidigung mit folgenden personenbezogenen Angaben listenförmig zuzuleiten:
1. Amtsbezeichnung / Dienstgrad,
2. Name/Vorname (ggf. akademischer Grad / Titel mit Fachrichtung),
3. Geburtsdatum / Personenkennziffer,
4. Dienststelle / Einheit und
5. Wohnanschrift.

Alle Vorgänge hinsichtlich der Verleihung des Ehrenzeichens sind vertraulich zu behandeln. Die Namen der Ausgezeichneten werden dem Vorschlageberechtigen unter Beifügung der Ehrenzeichen und Verleihungsurkunden zugesandt. Dieser veranlasst dann die Aushändigung der Auszeichnung in würdiger Form.

### Verleihung
Der Auszuzeichnende erhält neben dem Ehrenzeichen selbst eine Verleihungsurkunde mit der Unterschrift des Bundesministers des Innern oder des Bundesministers der Verteidigung. Auf der Urkunde ist das kleine Dienstsiegel des Bundes zu sehen. Das Ehrenzeichen geht mit der Verleihung in das Eigentum des Beliehenen über. Es verbleibt nach dessen Tod seinen Hinterbliebenen als Andenken. Eine Rückgabepflicht besteht nicht.

## Sonstiges
Das Hochwasser 2002 in der Bundesrepublik Deutschland zog den personell größten Katastropheneinsatz in Nichtkriegszeiten mit sich. Im Übrigen haben neben der Flutmedaille des Bundes auch zahlreiche betroffene Bundesländer Auszeichnungen für die Helfer der Jahrhundertflut gestiftet. Dies waren:
- Sächsischer Fluthelferorden 2002
- Hamburgische Dankmedaille (Elbe-Hochwasserkatastrophe 2002)
- Hochwasser-Medaille des Landes Sachsen-Anhalt 2002
- Flut-Ehrenzeichen 2002 des Landes Schleswig-Holstein
- Hochwasser-Medaille 2002 (Niedersachsen)
- Elbeflut-Medaille des Landes Brandenburg (2002)
- Medaille des Berliner Senats